# Ryōji Abe
Ryōji Abe (japonès: 阿部良二)  (prefectura d'Iwate, 6 de març de 1953) va ser un ciclista japonès, que s'especialitzà en la pista. Va aconseguir una medalla de bronze al Campionat del món de velocitat de 1975.